# Иден (Тексас)
Иден (енгл. Eden) град је у америчкој савезној држави Тексас. По попису становништва из 2010. у њему је живело 2.766 становника.

## Демографија
Према попису становништва из 2010. у граду је живело 2.766 становника, што је 205 (8,0%) становника више него 2000. године.
| Група             | 2000.         | 2010.         |
| Белци             | 1.195 (46,7%) | 787 (28,5%)   |
| Афроамериканци    | 39 (1,5%)     | 74 (2,7%)     |
| Азијати           | 1 (0,0%)      | 10 (0,4%)     |
| Хиспаноамериканци | 1.317 (51,4%) | 1.896 (68,5%) |
| Укупно            | 2.561         | 2.766         |